# Nhóm bor
Nhóm bor là các nguyên tố hóa học thuộc nhóm 13 của bảng tuần hoàn, bao gồm bor (B), nhôm (Al), gali (Ga), indi (In), thali (Tl) và nihoni (Nh). Nhóm này nằm trong khối p của bảng tuần hoàn. Các nguyên tố trong nhóm bor có đặc điểm là có ba electron hóa trị.
Bor là một á kim, ít phổ biến trên Trái Đất. Các nguyên tố còn lại là kim loại yếu (nằm giữa kim loại và á kim trong bảng tuần hoàn). Nhôm là nguyên tố xuất hiện nhiều trên Trái Đất và là nguyên tố phổ biến thứ ba trong vỏ Trái Đất (8,3%). Nihoni hiện tại chưa phát hiện trong tự nhiên, đây là một nguyên tố tổng hợp.
Một số nguyên tố nhóm 13 có vai trò trong hệ sinh thái. Bor là một nguyên tố vi lượng ở người và cần thiết cho một số loài thực vật. Thiếu bor làm cây cối phát triển còi cọc, trong khi dư thừa bor cũng ức chế sự phát triển. Nhôm không có vai trò sinh học, không có độc tính đáng kể, được coi là an toàn. Indi và gali có thể kích thích sự trao đổi chất; gali có khả năng tự liên kết với các protein sắt. Thali có độc tính cao, can thiệp vào chức năng của nhiều loại enzym quan trọng. Nguyên tố này được sử dụng làm thuốc trừ sâu.

## Đặc điểm
| Z   | Nguyên tố | Số electron trên mỗi lớp vỏ       |
| --- | --------- | --------------------------------- |
| 5   | Bor       | 2, 3                              |
| 13  | Nhôm      | 2, 8, 3                           |
| 31  | Gali      | 2, 8, 18, 3                       |
| 49  | Indi      | 2, 8, 18, 18, 3                   |
| 81  | Thali     | 2, 8, 18, 32, 18, 3               |
| 113 | Nihoni    | 2, 8, 18, 32, 32, 18, 3 (dự đoán) |

Mặc dù nằm trong khối p, các nguyên tố trong nhóm bor, đặc biệt là bor và nhôm trong liên kết hóa học thường vi phạm quy tắc octet. Tất cả các nguyên tố của nhóm bor đều có hóa trị ba.

### Phản ứng hóa học

#### Hydride
Hầu hết các nguyên tố trong nhóm bor đều có xu hướng dễ phản ứng theo chiều tăng dần số hiệu nguyên tử. Bor, nguyên tố đầu tiên trong nhóm, thường không phản ứng với nhiều nguyên tố ở nhiệt độ thường. Bor tạo thành nhiều hợp chất với hydro gọi là boran. Boran đơn giản nhất là diboran B2H6.
Các nguyên tố nhóm 13 tiếp theo là nhôm và gali, tạo thành ít muối hydride bền hơn, mặc dù cả AlH3 và GaH3 có tồn tại. Indi chưa có dữ liệu cho thấy có tạo muối hydride, ngoại trừ indi có trong các phức chất như phức phosphin H3InP(Cy)3. Muối thali và hydro không bền, chưa tổng hợp được trong phòng thí nghiệm.
| Một vài hợp chất hóa học phổ biến nhóm bor | Một vài hợp chất hóa học phổ biến nhóm bor | Một vài hợp chất hóa học phổ biến nhóm bor | Một vài hợp chất hóa học phổ biến nhóm bor | Một vài hợp chất hóa học phổ biến nhóm bor | Một vài hợp chất hóa học phổ biến nhóm bor |
| Nguyên tố                                  | Oxide                                      | Hydride                                    | Fluoride                                   | Chloride                                   | Sulfide                                    |
| ------------------------------------------ | ------------------------------------------ | ------------------------------------------ | ------------------------------------------ | ------------------------------------------ | ------------------------------------------ |
| Bor                                        | (β/g/α)B2O3                                | B2H6                                       | BF3                                        | BCl3                                       | B2S3                                       |
| Bor                                        | B2O                                        | B10H14                                     | BF− 4                                      |                                            |                                            |
| Bor                                        | B6O                                        | BH3                                        | B2F4                                       |                                            |                                            |
| Bor                                        |                                            | B5H9                                       | BF                                         |                                            |                                            |
| Bor                                        | B6H12                                      |                                            |                                            |                                            |                                            |
| Bor                                        | B4H10                                      |                                            |                                            |                                            |                                            |
| Bor                                        | B 6H2− 6                                   |                                            |                                            |                                            |                                            |
| Bor                                        | B 12H2− 12                                 |                                            |                                            |                                            |                                            |
| Bor                                        | B20H26                                     |                                            |                                            |                                            |                                            |
| Nhôm                                       | (γ/δ/η/θ/χ)Al2O3                           | (α/α`/β/δ/ε/θ/γ) AlH3                      | AlF3                                       | AlCl3                                      | (α/β/γ) Al2S3                              |
| Nhôm                                       | Al2O                                       | Al2H6                                      |                                            |                                            |                                            |
| Nhôm                                       | AlO                                        | AlH4                                       |                                            |                                            |                                            |
| Nhôm                                       | AlH− 4                                     |                                            |                                            |                                            |                                            |
| Gali                                       | (α/β/δ/γ/ε) Ga2O3                          | Ga2H6                                      | GaF3                                       | GaCl3                                      | GaS                                        |
| Gali                                       |                                            | GaH4                                       |                                            | GaCl2                                      |                                            |
| Gali                                       |                                            | GaH3                                       |                                            | Ga2Cl4                                     |                                            |
| Gali                                       |                                            |                                            | Ga2Cl6                                     |                                            |                                            |
| Gali                                       |                                            |                                            | GaCl− 4                                    |                                            |                                            |
| Gali                                       |                                            |                                            | Ga 2Cl− 7                                  |                                            |                                            |
| Indi                                       | In2O3                                      | InH3                                       | InF3                                       | InCl3                                      | (α/β/γ) In2S3                              |
| Indi                                       | In2O                                       |                                            |                                            |                                            |                                            |
| Thali                                      | Tl2O3                                      | TlH3                                       | TlF                                        | TlCl                                       |                                            |
| Thali                                      | Tl2O                                       | TlH                                        | TlF3                                       | TlCl3                                      |                                            |
| Thali                                      | TlO2                                       |                                            | TlF3− 4                                    | TlCl2                                      |                                            |
| Thali                                      | Tl4O3                                      |                                            | TlF2− 3                                    | Tl2Cl3                                     |                                            |
| Nihoni                                     | (Nh2O)                                     | (NhH)                                      | (NhF)                                      | (NhCl)                                     | NhOH                                       |
| Nihoni                                     | (Nh2O3)                                    | (NhH3)                                     | (NhF3)                                     | (NhCl3)                                    |                                            |
|                                            |                                            |                                            | (NhF− 6)                                   |                                            |                                            |

#### Oxide
Tất cả các nguyên tố thuộc nhóm bor được biết là tạo thành oxide hóa trị ba, với hai nguyên tử liên kết cộng hóa trị với ba nguyên tử oxy. Những yếu tố này cho thấy xu hướng tăng pH (từ acid đến base).